# Armée révolutionnaire (Japon)
Ne doit pas être confondu avec Armée nationale révolutionnaire.
Pour les articles homonymes, voir Armée révolutionnaire.
L'Armée révolutionnaire (革命軍, Kakumeigun) est un groupe armé japonais ayant revendiqué des attentats au Japon depuis l'année 2000.

## Histoire
Le groupe a fortement protesté contre le déploiement de troupes japonaises en Irak. Il a de même critiqué les plans potentiels du Japon, de la Corée du Sud et des États-Unis pour attaquer la Corée du Nord.
Le groupe a commis des attentats contre des bâtiments gouvernementaux. Il a revendiqué ces actions violentes pour faire renoncer le gouvernement japonais à sa participation aux actions militaires en Irak ou en Corée du Nord.
En plus de prendre pour cibles des bâtiments officiels, l'Armée révolutionnaire s'est aussi attaquée à une organisation éducative. Le groupe a attaqué le bureau de la Société japonaise pour la réforme des manuels d'histoire (新しい歴史教科書をつくる会, Atarashii rekishi kyōkasho o tsukuru kai), une organisation qui publie des livres d'histoire et qui a été prise pour cible à cause de l'orientation jugée excessivement nationaliste de sa description de l'histoire.
Selon des sources de renseignements américains, l'Armée révolutionnaire serait en fait une couverture pour une autre organisation terroriste, Kakurōkyō. Quoi qu'il en soit, les attentats ont toujours été revendiquées par l'Armée révolutionnaire et la preuve irréfutable de ce lien n'a pas été encore faite.

## Attentats
- Août 2001 : attentat à la bombe contre le bâtiment de la Société Japonaise pour la Réforme des Manuels d'Histoire ;
- 2002 : attentat à la bombe, à Yokohama dans un parc près d'une base américaine ;
- Novembre 2002 : attentat à la bombe à Osaka contre une base des Forces japonaises d'autodéfense.